# Spondylurus lineolatus
Spondylurus lineolatus — вид сцинкоподібних ящірок родини сцинкових (Scincidae). Ендемік острова Гаїті.

## Поширення і екологія
Spondylurus lineolatus відомі з кількох місцевостей, розташованих в Гаїті та на північному заході Домініканської Республіки. Ймовірно, вони вимерли в Домінікнській Республіці, однак у 2016 році спостерігалися на території Гаїті. Spondylurus lineolatus живуть в сухих тропічних лісах, на висоті до 300 м над рівнем моря. Є живородними.

## Збереження
МСОП класифікує цей вид як такий, що перебуває на межі зникнення, однак імовірно вимерлого. Популяція Spondylurus lineolatus, мовірно, становить менше 50 особин. Причиною зникнення цього виду є хижацтво з боку інтродукованих мангустів і щурів, а також знищення природного середовища.